# Николай Арабаджиев
Николай Арабаджиев е български композитор, пианист и диригент.

## Биография
Роден е на 17 февруари 1936 г. в Плевен. За известен период от време е пианист в орк. „Балкантон“ с дир. Димитър Ганев. В периода 1969 – 1971 г. ръководи прочутия оркестър „София“. Под негово ръководство оркестър „София“ се утвърждава като една от най-добрите формации за популярна музика. Арабаджиев пише песни, които продължават да са хитове и до днес – „Остани“ – в изпълнение на Паша Христова и „Златно сърце“ – в изпълнение на Лили Иванова. Като диригент на оркестър „София“ пише много модерни за времето си аранжименти, които променят характера и звученето на българската популярна музика от 60-те и 70-те години. Заедно с Паша Христова създават творчески тандем, който завоюва много престижни награди в България и в чужбина – Златният Орфей (1971 г.), за песента „Остани“ и Голямата награда от фестивала в Сопот (1971 г.) за песента „Ах, този дивен свят“.
Загива заедно с Паша Христова в самолетна катастрофа на 21 декември 1971 г. на летище София със самолет на авиокомпания Балкан.